# 무주 삼공리 반송
무주 삼공리 반송(茂朱 三公里 반송)은 대한민국 전북특별자치도 무주군 설천면 삼공리에 있는 반송이다. 1982년 11월 9일 대한민국의 천연기념물 제291호로 지정되었다.

## 상세
반송(盤松)은 소나무의 한 품종으로 소나무와 비슷하지만 밑동에서부터 여러갈래로 갈라져서 원줄기와 가지의 구별이 없고, 전체적으로 우산의 모습을 하고 있다.
무주 삼공리 보안마을에서 자라고 있는 이 반송의 나이는 약 350살 정도로 추정되며, 높이는 14m, 뿌리 근처의 둘레는 6.55m이다. 옛날에 이 마을에 살던 이주식(李周植)이라는 사람이 약 150년 전에 다른 곳에 있던 것을 이곳으로 옮겨 심었다고 전해지며, 구천동을 상징하는 나무라는 뜻에서 구천송(九千松), 가지가 아주 많은 나무라 하여 만지송(萬枝松)이라고도 한다.
무주 삼공리의 반송은 가지가 부챗살처럼 사방으로 갈라져 반송의 특징을 가장 잘 나타내주고 있으며, 오랜 세월을 자라온 나무로서 생물학적 보존가치가 크므로 천연기념물로 지정·보호하고 있다.